# Tombe de Robin des Bois
La tombe de Robin des Bois est un nom donné à un monument de Kirklees Park Estate, West Yorkshire, Angleterre. Robin de Bois était traditionnellement censé avoir été saigné à mort par la prieure du prieuré de Kirklees (ou Kirkley ou kirklea ou kirkleys). L'identité de la prieure fait l'objet de nombreux débats, tout comme la date de la mort de Robin des Bois. La première référence à la pierre tombale se trouve dans la traduction anglaise de Philemon Holland de Britannia de William Camden (1610). 

## Histoire
Au XVIIIe siècle, Thomas Gale, doyen de York, prétend avoir trouvé une épitaphe poétique dont la date de décès était le 8 novembre 1247, qui est la date du calendrier moderne qui correspond à 24 Dekembris dans le calendrier utilisé en 1247. La langue dans laquelle il est écrit n'est pas classée comme l'anglais moyen de l'époque, mais l'anglais était alors, comme c'est le cas aujourd'hui, une langue avec une grande diversité et de nombreux dialectes. La tombe a été restaurée en 1850. L'épitaphe se lit comme suit: 

« Hear underneath dis laitl stean

Laz robert earl of Huntingtun

Ne’er arcir ver as hie sa geud

An pipl kauld im robin heud

Sick utlawz as he an iz men

Vil england nivr si agen  Obiit 24 kal: Dekembris, 1247. »

Traduit, il pourrait être compris comme: 

« Ici sous cette petite pierre 

Gît Robert comte de Huntingdon 

Jamais un archer n'a été aussi bon 

Et les gens l'appelaient Robin des Bois

Des hors-la-loi tels que lui et ses hommes 

L'Angleterre n'en reverra plus jamais 

Il est décédé le 24 décembre 1247. »

Le site est situé sur une propriété privée et, depuis mars 2013, il est sous une nouvelle gestion, toujours privée. 

### Enquête moderne
Après qu'une enquête a été menée à l'aide d'un radar au sol, effectuée par l'équipage de l'émission télévisée Expedition Unknown, il a été constaté qu'il n'y avait aucune indication de perturbation du sol pour indiquer un enterrement. De plus, aucune preuve d'un corps n'a été trouvée en utilisant le radar de pénétration au sol sur ce site. 

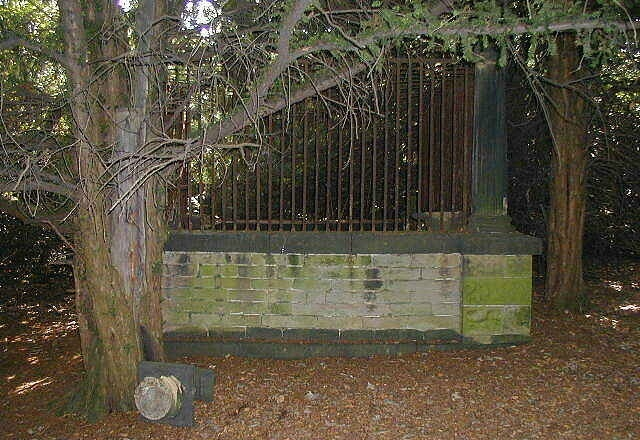
Tombe de Robin des Bois dans les bois près de Kirklees Priory

## Pierre tombale de Petit Jean
La pierre tombale présumée du plus proche compagnon vivant de Robin des Bois au moment de sa mort, Petit Jean, qui aurait été avec Robin le jour de sa mort des mains de l'abbesse de Kirklees, se trouve dans le cimetière de l'église St. Michael's à Hathersage, Derbyshire, sous un if. L'inscription se lit comme suit: 

« Ici gît Petit Jean, l'ami et lieutenant de Robin des Bois »

Il est décédé dans un cottage — maintenant détruit — à l'est du cimetière. La tombe est marquée par cette ancienne pierre tombale et pierre de pied et se trouve sous l'ancien if 
En 1784, le capitaine James Shuttleworth a exhumé la tombe pour trouver les ossements d'un homme de plus de sept pieds de haut. 